# باشگاه فوتبال الکهربا
باشگاه فوتبال الکهربا (به عربی: نادي الكهرباء) یک باشگاه فوتبال عراقی در شهر بغداد می‌باشد. (به عربی: الكهرباء) در عربی به معنای برق یا برقی به‌کار می‌رود.